# Elatostema sikkimense
Elatostema sikkimense là loài thực vật có hoa trong họ Tầm ma. Loài này được C.B.Clarke mô tả khoa học đầu tiên năm 1876.